# Juan Zevallos Uriarte
Juan Zevallos (Lima, Provincia de Lima, Perú, 7 de julio de 1990) es un futbolista peruano. Juega de defensa y su equipo actual es Ecosem Pasco que participa en la Copa Perú. Tiene 34 años.

## Trayectoria
Juan Zevallos se inició como futbolista en las divisiones menores del Club Universitario de Deportes, y en abril de 2007 es promovido al plantel profesional. A comienzos del año 2008 es cedido a préstamo al Juan Aurich de Chiclayo, y en el 2009 fue transferido al Total Chalaco. En 2015 descendió con Sport Loreto.
En el 2007 pasó a jugar por Universitario de Deportes, jugó al lado del portero peruano José Carvallo, quien fue mundialista en la Copa Mundial de Fútbol de 2018.

## Selección nacional
Ha sido internacional con la Selección de fútbol del Perú en las categorías sub-15 y sub-17. Con la selección sub-17 participó en el Campeonato Sudamericano Sub-17 de 2007 de Ecuador, donde la selección peruana obtendría su clasificación a la Copa Mundial de Fútbol Sub-17 de 2007 disputada en Corea del Sur. Zevallos formó parte de la plantilla peruana que participó en el mundial, aunque sólo llegaría a disputar un encuentro, el de cuartos de final donde Perú sería eliminado tras ser derrotados por Ghana por marcador de 2-0.

### Participaciones en Copas del Mundo
| Mundial                     | Sede          | Resultado        |
| --------------------------- | ------------- | ---------------- |
| Copa Mundial Sub-17 de 2007 | Corea del Sur | Cuartos de final |

## Clubes
| Club                      | País | Año    |
| ------------------------- | ---- | ------ |
| América Cochahuayco       | Perú | 2006   |
| Universitario de Deportes | Perú | 2007   |
| Juan Aurich               | Perú | 2008   |
| Total Chalaco             | Perú | 2009   |
| América Cochahuayco       | Perú | 2010   |
| José Gálvez               | Perú | 2011   |
| Alianza Cutervo           | Perú | 2012   |
| Defensor San Alejandro    | Perú | 2013   |
| Walter Ormeño             | Perú | 2014   |
| Sport Loreto              | Perú | 2015   |
| Alfredo Salinas           | Perú | 2016   |
| Deportivo Hualgayoc       | Perú | 2017   |
| Alianza Atlético          | Perú | 2018   |
| Credicoop San Román       | Perú | 2019   |
| Ecosem Pasco              | Perú | 2022 - |

## Palmarés

### Campeonatos nacionales
| Título                    | Club        | País | Año  |
| ------------------------- | ----------- | ---- | ---- |
| Copa Inca                 | José Gálvez | Perú | 2011 |
| Segunda División del Perú | José Gálvez | Perú | 2011 |